# منطقة معتمة

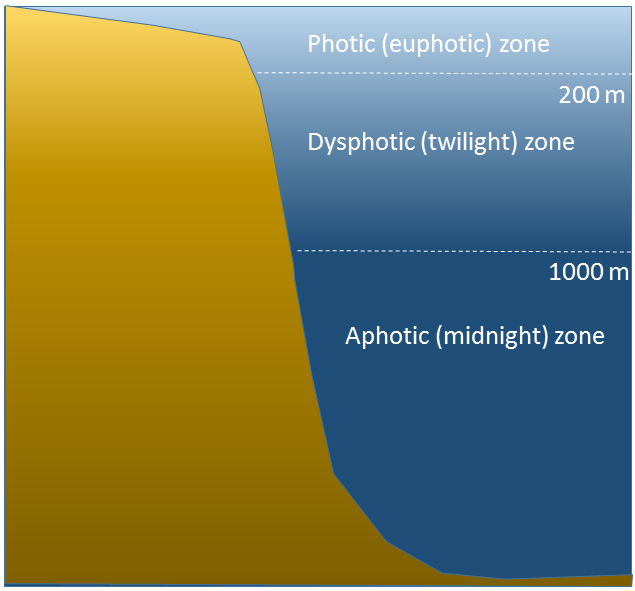

الأقسام المختلفة للبحر المفتوح

في علم المحيطات والبحار، المنطقة المعتمة (بالإنجليزية: aphotic zone)‏ أو ماتسمى «منطقة أفوتيك» وكلمة أفوتيك كلمة إغريقية وتعني «بدون ضوء» وهي منطقة في البحيرات أو المحيطات بالكاد يصل إليها ضوء الشمس وقد لا يصل إليها مطلقاً، وُتعَرّف رسميا بالأعماق التي يصل إليها اقل من 2% من اشعة الشمس المخترقة للبحيرات والمحيطات ونتيجة لذلك فان الطريقة الوحيدة لوجود الضوء في هذه المنطقة هي في الأساس ظاهرة الضوء البارد أو مايسمى بالتوهج الحيوي «بايولومينسنس» ضيائية حيوية. معظم الغذاء الموجود في هذه المنطقة يأتي من الكائنات الميتة التي هبطت من المسطحات المائية العلوية إلى قاع البحيرات أو المحيطات.يتأثر عمق المنطقة المعتمة ببعض الامور مثل العكارة وفصول السنة. تقع المنطقة المعتمة تحت المنطقة المضيئة وهي منطقة في البحيرات أوالمحيطات التي تصلها أشعة الشمس مباشرةً.

## المحيط
بناءً على تعريف المنطقة، فإن المنطقة المعتمة في المحيط تبدأ من عمق يتراوح ما بين 200 م (660 قدم) إلى 1000 م (3300 قدم) وتمتد إلى قاع المحيط، أما درجة الحرارة فيها فإنها تتراوح ما بين 0 مئوي (32 فهرنهايت) إلى 6 درجات مئوية (43 فهرنهايت)، فالكائنات الغريبة والنادرة تعيش في هذه المساحة من المياه فاحمة السواد أمثال سمكة الإنقليس والحبار العملاق وسمك أبو الشص والحبار المصاص.
وتنقسم المنطقة المعتمة إلى مناطق أخرى فرعية وهي منطقة الانحدار القاري «منطقة باثيال» ومنطقة القاع السحيق «منطقة ابيسال» ومنطقة القيعان «منطقة هادال»  The bathyal zone extends from 200 متر (656 قدم) to 2,000 متر (6,562 قدم). تمتد منطقة الانحدار القاري من 200م (656 قدم) إلى 2000 متر (6562 قدم) بينما تمتد منطقة القاع السحيق من 2000 متر (6562 قدم) إلى 6000 متر (19685 قدم) أما منطقة القيعان فيمتد عمقها ما بين 6000 متر (20000 قدم) إلى قاع المحيط. إن الكائنات التي تعيش في هذه المناطق لابد أن تكون قادرة على العيش في الظلام الدامس.